# Alan Bukovnik
Alan Bukovnik, slovenski politik, * 23. september 1970, Slovenj Gradec.
Trenutno je župan Radelj ob Dravi; bil je tudi poslanec 5. državnega zbora Republike Slovenije (2008-11).

## Življenjepis

### Državni zbor
2008-2011
V času 5. državnega zbora Republike Slovenije, član Socialnih demokratov, je bil član naslednjih delovnih teles:
- Odbor za kmetijstvo, gozdarstvo in prehrano (podpredsednik)
- Odbor za promet (član)
- Odbor za zdravstvo (član)